# ۱۵۹ (عدد)

عدد 159

۱۵۹(صد و پنجاهو نه) یک عدد طبیعی است که بعد از ۱۵۸ و قبل از ۱۶۰ قرار دارد.